# Коларовице
Коларовице (слч. Kolárovice) насељено је мјесто са административним статусом сеоске општине (слч. obec) у округу Битча, у Жилинском крају, Словачка Република.

## Становништво
| Година:    | 1994. | 2004.   | 2014.   | 2024.   |
| ---------- | ----- | ------- | ------- | ------- |
| Број људи: | 1960  | 1890    | 1825    | 1786    |
| Разлика:   |       | -3,57 % | -3,43 % | -2,13 % |

| Година:    | 2023. | 2024.   |
| ---------- | ----- | ------- |
| Број људи: | 1793  | 1786    |
| Разлика:   |       | -0,39 % |

Према подацима о броју становника из 2024. године насеље је имало 1786 становника.